# Вусачик молочаєвий
Вусачик молочаєвий (Tetraopes Dalman in Schoenherr, 1817) — рід жуків з родини вусачів.

## Види
Налічується понад 30 видів Вусачиків молочаєвих:
- Вусачик молочаєвий чотиривічковий (Tetraopes tetrophthalmus (Forster, 1771)